# Ga đại học Osan
Ga Đại học Osan (Tiếng Hàn: 오산대역, Hanja: 烏山大驛) là ga tàu điện ngầm trên Tàu điện ngầm vùng thủ đô Seoul tuyến 1 ở Sucheong-dong, Osan-si, Gyeonggi-do. Vườn ươm Mulhyanggi và Đại học Osan nằm gần đó. Vì tên giống với Ga Osan nên thường bị nhầm lẫn.

## Bố trí ga
| ↑ Sema |
| \| １  |
| Osan ↓ |

| 1 | ● Tuyến 1 | Địa phương | → Hướng đi Osan · Pyeongtaek · Cheonan · Sinchang →        |
| 2 | ● Tuyến 1 | Địa phương | ← Hướng đi Byeongjeom · Suwon · Anyang · Đại hoc Kwangwoon |